# Agence de développement des arts et de la culture
L'Agence de développement des arts et de la culture est un établissement public béninois à caractères social et culturel, placé sous la tutelle du ministère du Tourisme, de la Culture et des Arts, créé en 2023 par décret. À sa tête se trouve Hervé W. Codjo qui en est le directeur général.

## Création
L'Agence de développement des arts et de la culture est créée le 26 avril 2023 par le décret n° 2023-215. Hervé W. Codjo est nommé directeur général à sa création,,,.
Elle est dotée de la personnalité morale, de l'autonomie financière et est régie par ses propres statuts ainsi que par les dispositions de la loi n° 2020-20 du 2 septembre 2020 portant création, organisation et fonctionnement des entreprises publiques en république du Bénin et de l'acte uniforme de l'OHADA relatif au droit des sociétés commerciales et du groupement d'intérêt économique.

## Missions
L'Agence a pour mission de contribuer à la promotion des arts plastiques sous toutes ses formes. À ce titre, elle est chargée, entre autres, de :
- mettre en œuvre la politique de l'État dans le domaine des arts plastiques ;
- révéler les artistes plasticiens ;
- créer une dynamique autour du marché de l'art ;
- constituer le patrimoine artistique contemporain de l'État.

## Organisation et fonctionnement
L'Agence de développement des arts et de la culture est placée sous l'autorité d'un Directeur nommé par décret pris en conseil des ministres sur proposition du ministre chargé du tourisme, de la culture et des arts. Le fonctionnement de l'Agence repose sur deux organes que sont le Conseil d'administration et le Conseil artistique. Les membres de ces organes sont nommés par décret pris en Conseil des ministres,,,,,,,.
Au nombre de neuf, les membres du Conseil d'administration, sont, :
- le ministre de l’Économie et des Finances ;
- le ministre du Tourisme, de la Culture et des Arts ;
- un représentant de la présidence de la République ;
- un représentant du ministère chargé du Développement ;
- un représentant du ministère chargé des Finances ;
- un représentant du ministère chargé de la Culture ;
- le président du Conseil artistique de l'Agence ;
- un membre du Conseil artistique de l'Agence ;
- le Directeur général de l'Agence béninoise pour le développement du tourisme.

Quant aux membres du Conseil artistique, ils sont au nombre de onze et désignés selon un mode de répartition des différentes filières artistiques.

## Siège
Le siège de l'Agence de développement des arts et de la culture est situé à Cotonou.